# Tankestreg
 Der er for få eller ingen kildehenvisninger i denne artikel, hvilket er et problem. Du kan hjælpe ved at angive troværdige kilder til de påstande, som fremføres i artiklen.

Tankestregen ( – ) bruges i tegnsætning. Den er ikke at forveksle med bindestregen.

## Typer af tankestreger
Der er for få eller ingen kildehenvisninger i dette afsnit, hvilket er et problem. Du kan hjælpe ved at angive troværdige kilder til de påstande, som fremføres.

Der findes forskellige typer af tankestreger:
- N-tankestregen ( – ) har en længde svarende til et n i den aktuelle skrifttype
- M-tankestregen ( — ) har en længde svarende til et m i den aktuelle skrifttype
- Figurtankestregen[kilde mangler] ( ‒ ) ligner en almindelig bindestreg, men bruges i andre situationer[hvilke?]
- Citationstankestregen ( ― ) ligner m-tankestregen og bruges til citater
- En svungen tankestreg[kilde mangler] ( ~ ) bruges i ordbogsdefinitioner.

Bindestregen (-) er, som nævnt i indledningen, ikke en tankestreg, selv om den af praktiske årsager jævnligt anvendes i stedet for en tankestreg (se Bindestreg#Forkert brug).

## I dansk skrift
Tankestregens grundlæggende funktion er at markere et ophold i teksten. Det er et valgfrit tegn – der findes således ingen tilfælde hvor man skal sætte tankestreger på dansk. I dansk typografi anvendes som regel[kilde mangler] n-tankestreg med mellemrum før og efter tegnet (men onlineudgaven af Retskrivningsordbogen bruger konsekvent m-tankestreg).

### Indskudte sætninger
Tankestreger kan bruges rundt om indskudte sætninger i stedet for komma eller parenteser:
Året 1984 – som også er titlen på en bog af George Orwell – er et godt år for vin fra Alsace.
Hvis de siger ja — og det håber jeg de gør! — kan vi komme i gang med sagen allerede i januar.

### Tilføjelser/eftersætninger
Tankestregen kan angive en tilføjelse eller en kommentar som i eksemplerne her:
Du opretter annoncer og vælger søgeord – ord og sætninger, som beskriver din virksomhed
Annoncesælgerne har nu omsat for mere end 10 millioner – godt gået.
Luftforureningen vil blive en alvorlig trussel mod egnens dyre- og planteliv — sådan som biologerne for længst har påpeget.

### I betydningenfra ... til
Tankestreg kan anvendes i stedet for bindestreg i betydningen fra ... til ved lange eller sammensatte ord:
Direkte fly København – Buenos Aires
Tilmelding i perioden 27. januar – 5. februar
Ved fra ... til-forbindelser mellem korte ord anvendes bindestreg (uden mellemrum):
H.C. Andersen levede 1805-1875

### Replikker
Tankestreg anvendes nogle gange i stedet for anførselstegn til at markere replikker:
– Hvornår kommer du, spurgte Lise
Bemærk at tankestregen her kun sættes foran replikken og at reglen om mellemrum stadig gælder.

## Tankestreger i andre sprog

### Engelsk
På engelsk anvendes både n- og m-tankestreger. N-tankestregen anvendes til intervaller, på samme måde som bindestregen på dansk (uden mellemrum):
For ages 3–5
New York–London flight
I indskudte sætninger anvendes m-tankestreg, normalt også uden mellemrum omkring:
In American English usage—and also in old British English usage—an em dash is never surrounded by spaces. [kilde mangler]

## I informationsteknologi
De forskellige tegn findes ikke i ASCII-tegnsættet (udover bindestregen selvfølgelig) – kun i Unicode:
- Figurtankestregen repræsenteres som U+2012.
- N-tankestregen repræsenteres som U+2013 og kan skrives i HTML som &ndash;.
- M-tankestregen repræsenteres som U+2014 og kan skrives i HTML som &mdash;.
- Citationstankestregen repræsenteres som U+2015.
- Den  svungne tankestreg repræsenteres som U+2053 (NB: Findes langt fra i alle skrifttyper).